# Rhypholophus paradiseus
Rhypholophus paradiseus är en tvåvingeart som först beskrevs av Alexander 1920.  Rhypholophus paradiseus ingår i släktet Rhypholophus och familjen småharkrankar. Inga underarter finns listade i Catalogue of Life.